# Takashi Fujii
Takashi Fujii (født 28. april 1986) er en japansk tidligere professionel fodboldspiller.
Han har spillet for flere forskellige klubber i sin karriere, herunder Júbilo Iwata og FC Ryukyu.